# شویچی آکای
شویچی آکای (ژاپنی: 赤井 秀一؛ زادهٔ ۲ سپتامبر ۱۹۸۱) یک بازیکن فوتبال اهل ژاپن است.
از باشگاه‌هایی که در آن بازی کرده‌است می‌توان به باشگاه فوتبال اهیمه اشاره کرد.